# الإصلاح البروتستانتي في مملكة المجر

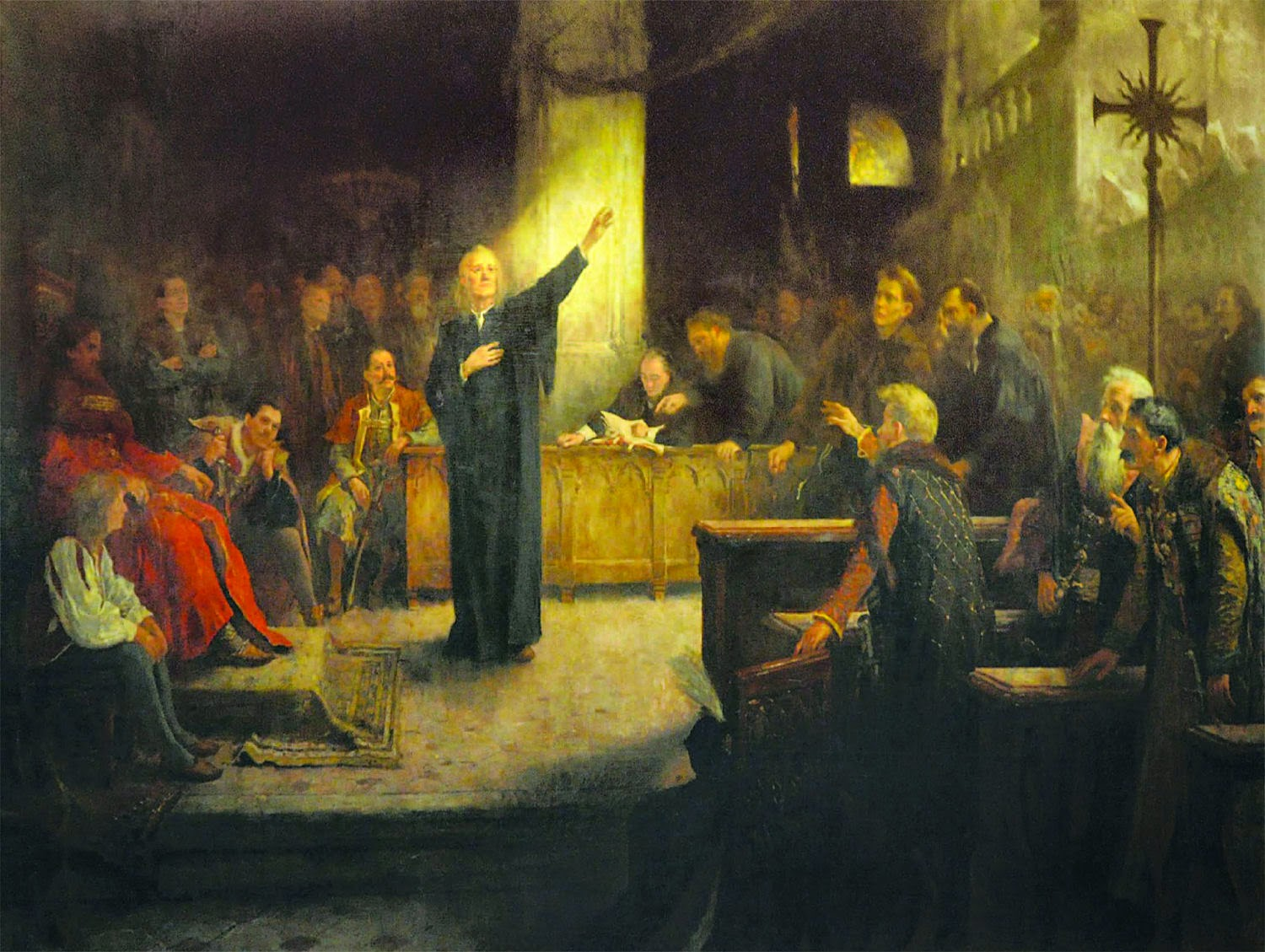
اعلان الحق في الحرية الدينية في مجمع توردا بريشة فرانك دافيد(1568)

بدأ الإصلاح البروتستانتي في مملكة المجر نحو عام 1520، ونتج عنه تحول معظم المجريين من الطائفة الرومانية الكاثوليكية إلى الطائفة البروتستانتية بحلول نهاية القرن السادس عشر. أصبحت المجر في نهاية القرن الخامس عشر قوة إقليمية في أوروبا الوسطى. كانت عبارة عن نظام ملكي مركب ومتعدد الأعراق مع وجود عدد كبير من السكان غير الكاثوليك، أغلبهم من الروم الأرثوذكس.

## خلفية

### الإصلاح في أوروبا
كان القداس هو العنصر الأساسي في حياة العبادة في المسيحية الغربية في أواخر العصور الوسطى. كان يتم تقديم الخبز والنبيذ خلال الاحتفال، لإحياء ذكرى عشاء يسوع الأخير قبل صلبه. طور عالم اللاهوت السكولاستي في القرن الثالث عشر، توما الأكويني، فكرة استحالة الشكلين، مشيرًا إلى أن جوهر الخبز والنبيذ يتحول إلى جوهر جسد ودم المسيح خلال طقس القربان المقدس. اعتقد معظم المؤمنين أن الصلاة من أجل الموتى، ومنح الغفران وأعمال الرحمة التي تقدمها سلطات الكنيسة يمكن أن تخفف من معاناة الأرواح المخطئة في الآخرة. طور جمهور المؤمنين (علمانيو الكنيسة) أسلوبًا متصوفًا في التقوى في نحو عام 1400، نابع عن رغبتهم في نمط حياة تقي. مكنت حركة ديفوشيو موديرنا الناس العاديين من اعتناق المواصفات القياسية العالية لرجال الدين دون تقلدهم للرتب المقدسة. كان على أولئك الذين تحدوا المعتقدات التقليدية أن يواجهوا اضطهاد سلطات الكنيسة لهم. تعرض الناس أيضًا للاضطهاد بسبب الشعوذة، خاصة بعد أن وضع أواخر علماء اللاهوت السكولاستيون الأساس النظري لاتهام السحرة ليس فقط باقتراف الشر(الأذية) بل أيضًا بعبادة الأصنام. كان من الممكن أن تحدث مطاردة السحرة والبحث عن «الكفار» جنبًا إلى جنب، كما هو الحال في مناطق جبال الألب الغربية حيث قُبض على مؤيدي الحركة الولدينيسية وحوكموا بتهمة السحر.
حافظت منظمة كنسية متقنة على وحدة المسيحية الغربية. كان من المتوقع أن يبقى رجال الدين- العلمانيون منهم والرهبان- عازبين (غير متزوجين وعفيفين). كان ينظم رجال الدين العلمانيون في أبرشيات، تخضع كل واحدة منها لسلطة أسقف. تضمنت الأبرشيات وحدات إقليمية أصغر، تسمى أبناء الأبرشية أو الدوائر الكنسية. عاش الرهبان حياة منظمة داخل المجتمعات الدينية، التي أخذ العديد منها شكل منظمات دولية. البابا هو رئيس المنظمة الكنسية، لكن الوجود المشترك لسلالتين، وثلاث سلالات لاحقًا، من الباباوات (منذ عام 1378 حتى عام 1417) أدى إلى تخريب النظام التقليدي خلال الانشقاق الغربي. تحدى عالم اللاهوت من جامعة اوكسفورد جون ويكليف، النظام الكنسي التقليدي في سبعينيات القرن الرابع عشر. رفض امتيازات رجال الدين وعلم تلاميذه أن جميع المؤمنين الذين يختارهم الله لديهم وصول مباشر إلى الكنيسة الأبدية غير المرئية. حُظر أتباعه من اللولارديين، لكن الزواج الملكي بين إنجلترا وبوهيميا سهل من انتشار تعاليمه في أوروبا الوسطى. قبل جان هاس، أستاذ في جامعة براغ، بعضًا من آراء ويكليف، وحظيت خطبه التي طالب فيها بإصلاح كنسي بشعبية بين التشيكيين. أُعدم هاس حرقًا بتهمة الهرطقة في عام 1415. سرعان ما اندلعت حرب أهلية تتخللها توترات عرقية بين التشيك والألمان في بوهيميا. انتهى الأمر باتفاقية كوتنا هورا للسلام التي شرعت الهوسية والأوتراكية في بوهيميا عام 1485.
كانت المخطوطات التي تحتوي على أعمال الفلاسفة اليونانيين الكلاسيكيين تتدفق إلى أوروبا الكاثوليكية من الإمبراطورية البيزنطية، منذ أوائل القرن الخامس عشر. أعاد رجال الأدب الإنساني من عصر النهضة اكتشاف أن أفلاطون وإيمانه بواقع يتجاوز الواقع المرئي غير تصنيفهم عن الفئات الواضحة للاهوت السكولاستي. أقنعتهم دراستهم للنصوص الكلاسيكية أن بعض الوثائق الأساسية في تاريخ الكنيسة كانت مزورة أو هي عبارة عن مجموعة غير مهمة من النصوص الرديئة. كان لصناعة الأوراق وإدخال آلات الطباعة من النوع المتحرك تأثير دائم على الحياة الدينية. كانت الكتب المقدسة المترجمة من اللاتينية إلى اللغة المحلية من أوائل الكتب التي طُبعت في ألمانيا، وإيطاليا، وإسبانيا وبوهيميا في ستينيات وسبعينيات القرن الخامس عشر. أكمل المفكر الإنساني الهولندي إيراسموس طبعة نقدية من الترجمة اللاتينية للعهد الجديد بين عامي 1516 و1519. تحدت ترجمته الأساس النصي لبعض المذاهب الكاثوليكية، بما في ذلك سر التوبة وشفاعة القديسين.
قرر البابا ليو العاشر إكمال بناء كاتدرائية القديس بطرس وأصدر منحًا للغفران من أجل تمويل المشروع في عام 1515. في نفس الفترة تقريبًا، كان عالم اللاهوت الألماني مارتن لوثر يلقي محاضرات عن الخلاص في جامعة فيتنبيرغ. أقنعته دراساته أن منح الغفران كانت عديمة الجدوى ولخص آراءه في القضايا الخمس والتسعين في 31 أكتوبر عام 1517. عزله البابا بتهمة الهرطقة، لكن لوثر أحرق علنًا المرسوم الباباوي في ديسمبر عام 1520. رفض لوثر المكانة المميزة لرجال الدين وأنكر أن الأعمال الصالحة يمكن أن تؤثر على الخلاص. اعتنق عوضًا عن ذلك فكرة سولا فيدي (الإيمان فقط)، أو التبرير بالإيمان وحده. لخص زميل لوثر، فيليب ميلانشثون، القضايا الأساسية للاهوت الإنجيلي في إقرار أوغسبورغ في عام 1530. في الحين الذي اكتسبت فيه النظرية اللاهوتية الجديدة شعبية بين الأمراء الألمان، ظهر مبدأ Cuius regio, eius religio («مملكته هي دينه») ليؤكد على حق الأمراء في تنظيم الحياة الروحية لرعاياهم. حول تطبيق هذا المبدأ ألمانيا إلى فسيفساء أغلبها من الإمارات الكاثوليكية والإنجيلية. كان هذا المبدأ أساسًا لمطالب الحكام العلمانيين باستلام مسؤولية إدارة الكنيسة والاستيلاء على ممتلكات الكنيسة. في عام 1529، نظم الأمراء والمدن الحرة المتعاطفين مع نظرية لوثر اللاهوتية احتجاجًا على القرارات المناهضة للوثرية التي تبناها نظام شباير الإمبريالي، ومن هنا جاء اسم «البروتستانت» لوصف الإصلاحيين الدينيين في القرن السادس عشر وأتباعهم.
لم تكن نظرية لوثر اللاهوتية مرضيةً لجميع توقعات الإصلاحيين. لم يتخلَّ قط عن إخلاصه للقربان المقدس وأصر على تعميد أطفاله. حظر مجلس مدينة زيوريخ القداس في عام 1525، تحت تأثير قس الأبرشية هولدريخ زوينكلي، الذي لم يعتبر طقس القربان المقدس أكثر من إجراء رمزي. طور هاينريش بولينغر، ابن قس كاثوليكي غير شرعي، صيغة مؤقتة للتوفيق بين آراء لوثر وزوينكلي حول القربان المقدس، واصفًا إياها بأنها علامة على العهد بين الله والجنس البشري. رفض أكثر الإصلاحيين راديكاليةً عقيدة الثالوث (الإيمان بإله واحد يتألف من ثلاثة أقانيم، الآب والابن والروح القدس). تبنى ميغيل سيرفيت، أحد الباحثين من مملكة نبرة، نظرية اللاثالوثية اللاهوتية هذه على أمل تسهيل اتحاد المسيحية والإسلام واليهودية. في عام 1534، استولى مؤيدو تجديد العمادية المتطرفون على ميونستر، وشرعوا تعدد الزوجات وأمروا بإعادة توزيع الأملاك، لكن الأسقف المحلي سحق الثورة في غضون عام.
اعتبر جون كالفن، وهو لاجئ بروتستانتي فرنسي استقر في جنيف، أن مؤيدي تجديدية العمادية متعصبون. طور كالفن فكرة التعيين المسبق(القدر) لشرح التنوع اللاهوتي، موضحًا أن الله اختار بعض الأشخاص للخلاص، والبعض الآخر للعنة (الخطيئة المميتة). أنكر اعتقاد استحالة الشكلين واعتبر الخبز السري رمزًا لجسد المسيح المقدس. أدت نظرية كالفن اللاهوتية إلى ظهور طائفة بروتستانتية جديدة، تُعرف بالمسيحية الإصلاحية أو الكالفينية. ظلت معظم الدول الألمانية والإسكندنافية مخلصةً لتعاليم لوثر، لكن الترجمات الإنجليزية والفرنسية والهولندية نشرت أفكار كالفن في اسكتلندا وفرنسا وهولندا. نتج عن النقاشات اللاهوتية «حقبة الاعتراف» حيث لخص الكالفينيون نظرياتهم اللاهوتية في وثائق دينية، من ضمنها وثيقة تعاليم كنيسة هايدلبرغ لعام 1563. على الرغم من أن لوثر وكالفن رفضا عقائد كاثوليكية مهمة، لكنهما تبنيا شيطانيات كاثوليكية ولم ينكرا سلطة الشيطان أبدًا. بما أن معظم الأفراد المتدينين كانوا غير قادرين على الالتزام بالمعايير الأخلاقية المسيحية، فإن مفهوم كبش الفداء لم يكن أمرًا غريبًا بالنسبة لهم. عندما يشعر المسيحيون الأتقياء بعدم الرضا عن أفعالهم وأفكارهم الأخلاقية، يميلون إلى نسبها إلى تأثير الآخرين عليهم متهمين إياهم بالشعوذة. أدى التركيز على المسيحية الجديدة إلى اضطهاد عناصر من الدين الشعبي، بما فيها التمائم أو الممارسات العلاجية التقليدية.
تركت حركة الإصلاح أثرها على الحياة الدينية واللاهوت في أنحاء أوروبا، لكنها ازدهرت بشكل خاص في المناطق الواقعة تحت سلطة مركزية ضعيفة. أثارت أعمال الإصلاحيين الراديكاليين استياء الكثير من الناس، وكان الحنين المنبثق حديثًا إلى قيم الكنيسة التقليدية حافزًا للتجديد الكاثوليكي، الذي بلغ ذروته في الإصلاح المضاد. أسس إغناطيوس دي لويولا، أحد رجال الحاشية الملكية الذي تحول إلى راهب، نظامًا دينيًا شديد المركزية هو جمعية يسوع. كان أعضاء الجمعية المعروفون باسم اليسوعيين إما مبشرين أو معلمين، أكثر من كونهم قساوسة عاديين منذ خمسينيات القرن السادس عشر. أصدر مجمع ترنت (1545-1563) مراسيم لتجديد ودعم اللاهوتية الكاثوليكية وحياة الكنيسة. ردًا على مفهوم لوثر بأن الطبيعة البشرية المخطئة غير قادرة على تحقيق القانون الإلهي، أكد المجمع على أن الجنس البشري احتفظ بالإرادة الحرة بعد السقوط. أمر المجمع في آخر جلسة له بتأسيس المعاهد الدينية لتأمين تدريب كهنة الأبرشية.